# Сестриере
Сестриѐре (на италиански: Sestriere; на пиемонтски: Sèstrier, Сестриер, на окситански: Sestrieras, Сестриерас, на френски: Sestrières, Сестриер) е село и община в Метрополен град Торино, регион Пиемонт, Северна Италия. Разположено е на 2035 m надморска височина. Към 1 януари 2020 г. населението на общината е 922 души, от които 78 са чужди граждани.
Сестриере е община, чийто административен център се намира на най-висока надморска височина в Италия.